# Neorepukia
Neorepukia es un género de arañas araneomorfas pertenecientes a la familia Agelenidae. Se encuentra en Nueva Zelanda.

## Especies
Según The World Spider Catalog 12.0:
- Neorepukia hama Forster & Wilton, 1973
- Neorepukia pilama Forster & Wilton, 1973